# ペドロ・デ・カンプロビン
ペドロ・デ・カンプロビン（Pedro de Camprobín Passano、1605年 - 1674年7月22日）はスペインの画家である。静物画、スペインで「ボデゴン」と呼ばれる果物などの食材を描いた絵や花の絵を描いた。

## 略歴
現在のシウダー・レアル県のアルマグロ(Almagro)の銀細工師の息子に生まれた。母親はイタリアのジェノヴァ出身の画家の出自の女性であった。14歳で宗教画や肖像画を専門とするトレドの画家、ルイス・トリスタン(Luis Tristán)の工房に入った。1630年にセビリヤに移り、セビリアの画家、アロンソ・カーノーリャを保証人にして、セビリアの画家ギルドの入会試験に合格した。主に静物画を描いたことから、マドリードで活動した静物画家、フアン・バン・デル・アメン(1596-1631)のもとで修行したのではないかと考える研究者もいる。
1632年か1634年に描かれたセビリヤの教会(l'església del Diví Salvado)のために描いた「改悛したマグダラのマリア」の作品が唯一残されている宗教画となっている。
花を題材にした静物画を描くのを得意とし、人生のはかなさの寓意で、落ちた花びらが描かれることや、蝶や鳥などの生物が一緒に描かれることがあった。
バルトロメ・エステバン・ムリーリョやフアン・デ・バルデス・レアルらとともに1660年にセビリヤの美術学校「Academia de dibujo de Sevilla」の運営に協力した。

## 作品

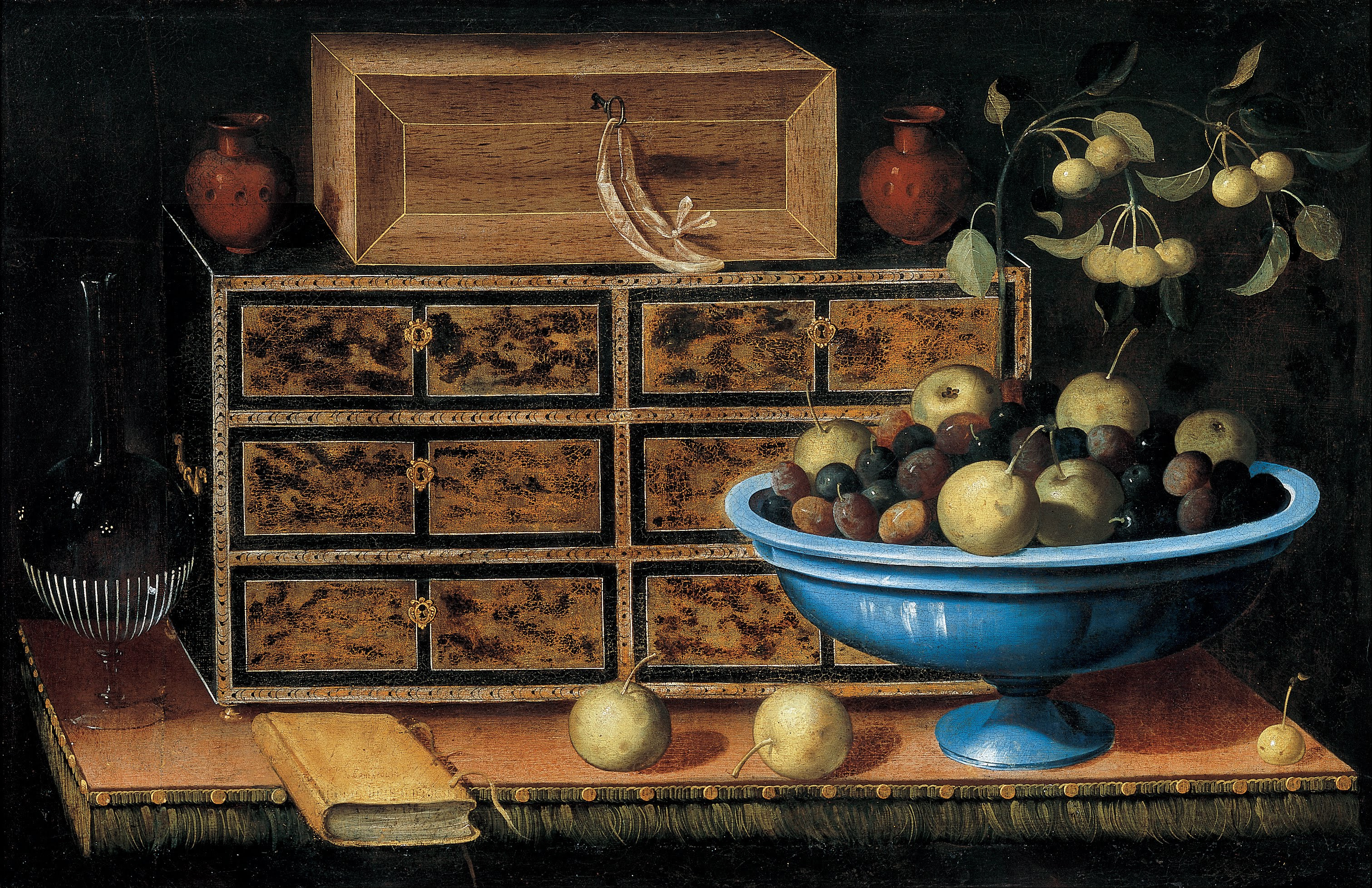
「小さなチェストと果物籠と文机」
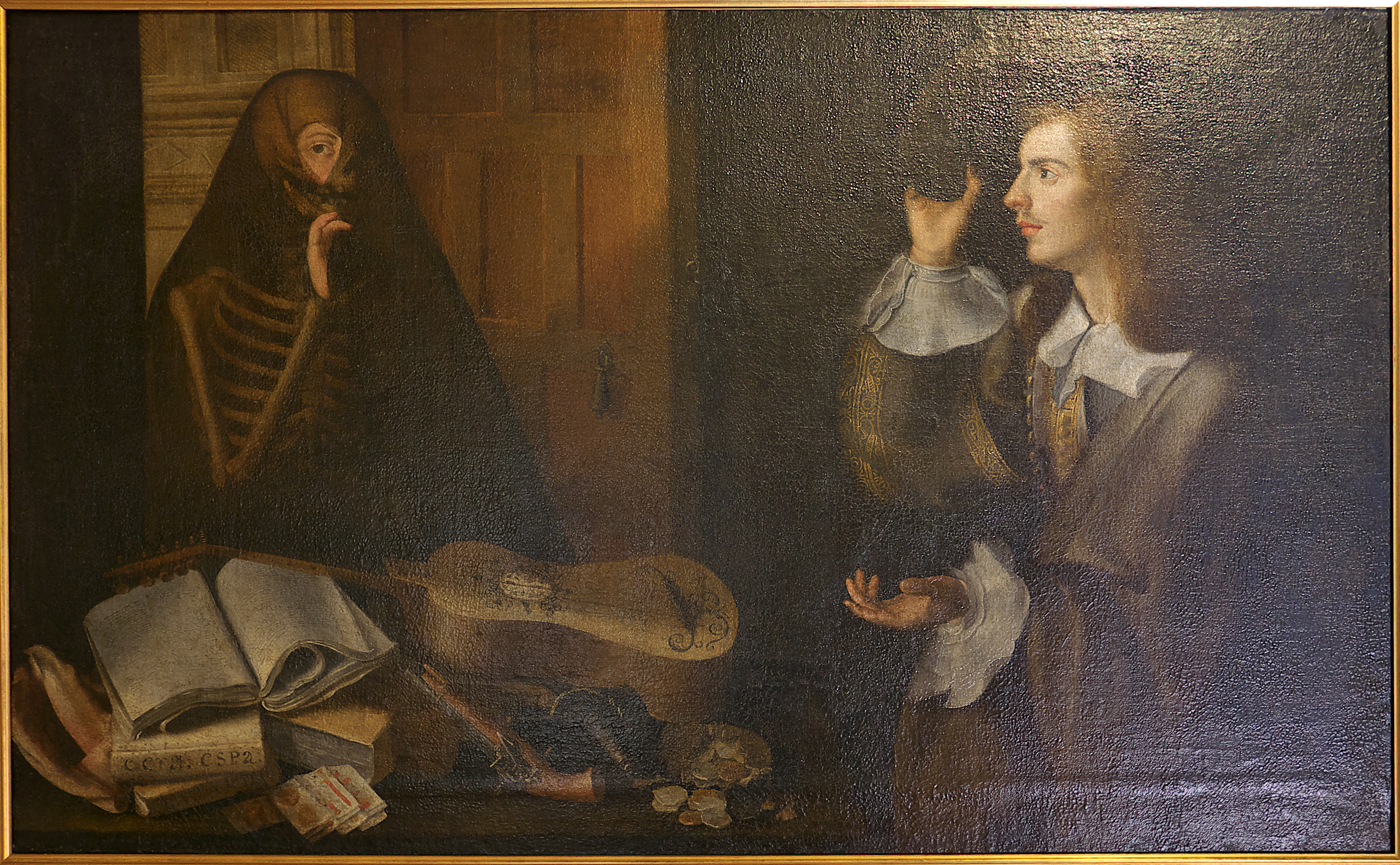
「騎士と死」
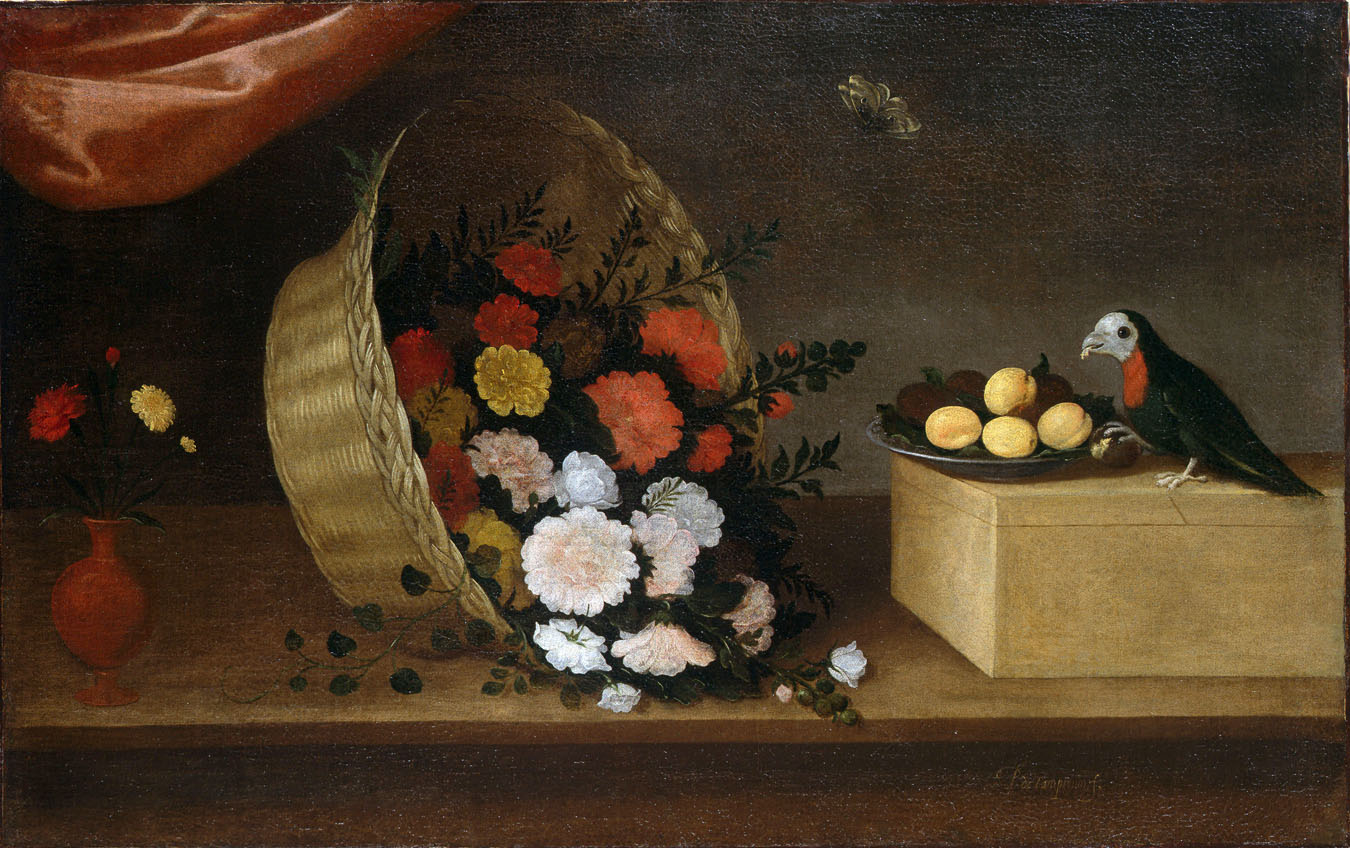
花や果物の静物

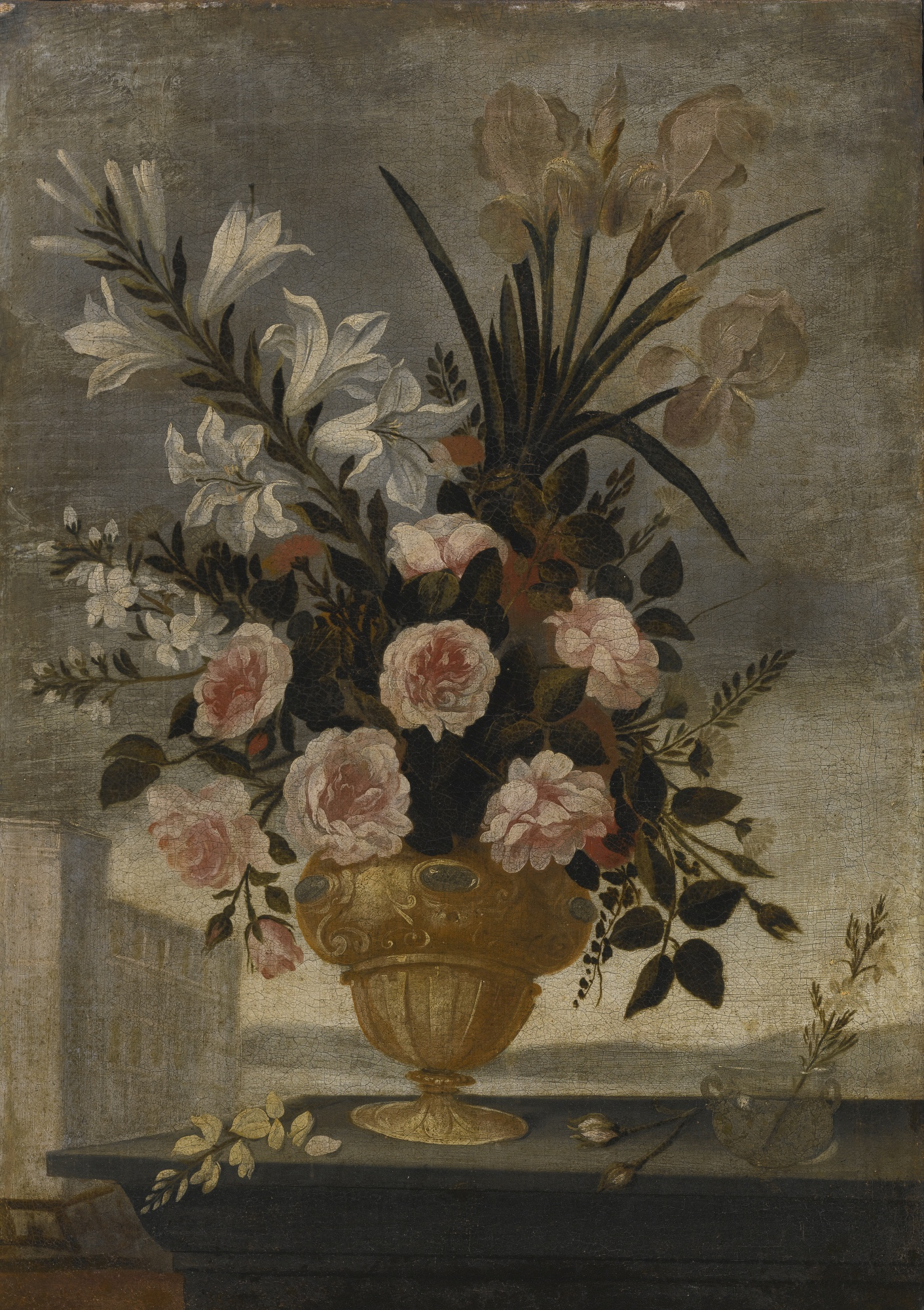
アヤメ、ユリ、バラ、カーネーション
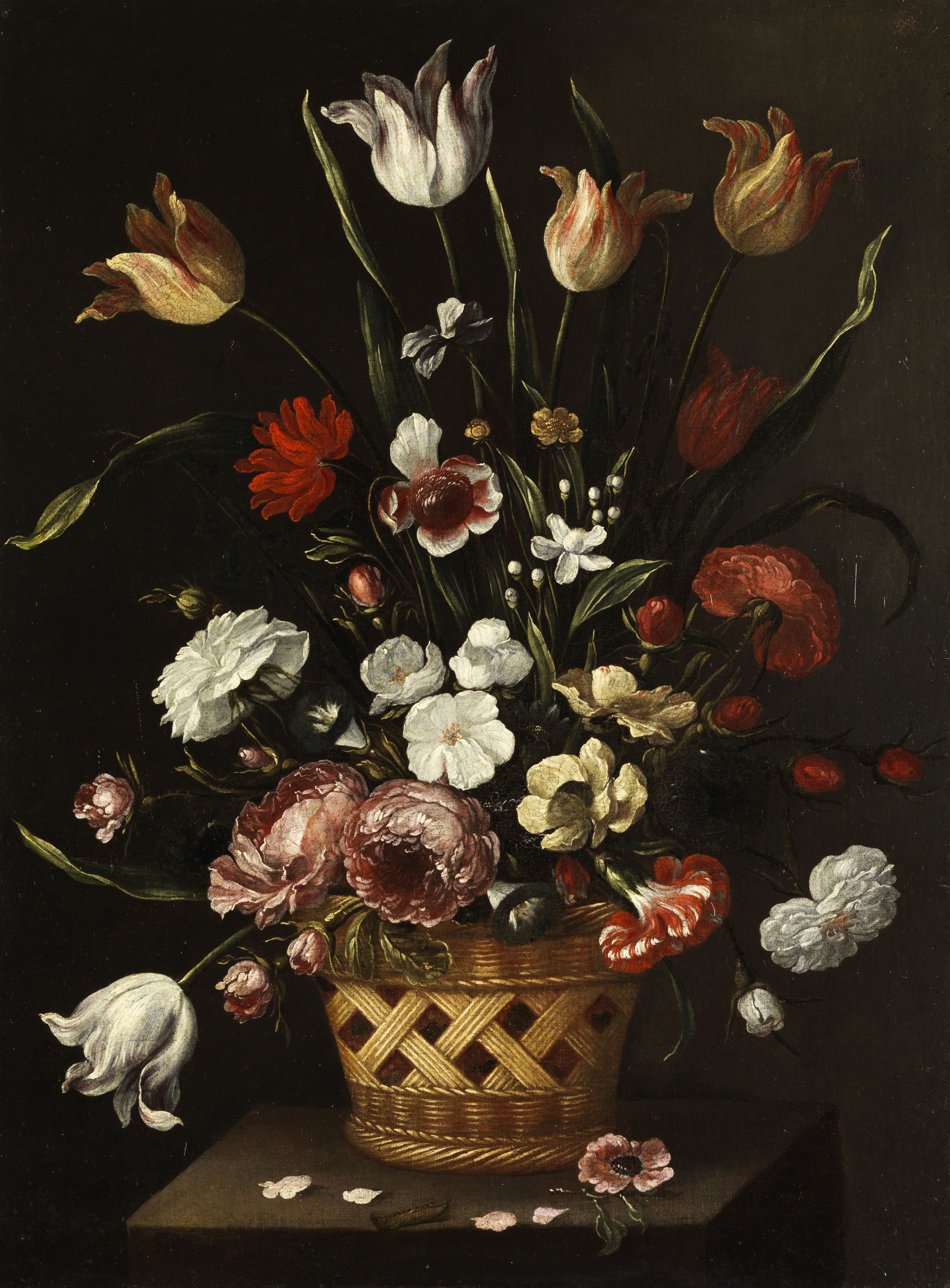
春の花
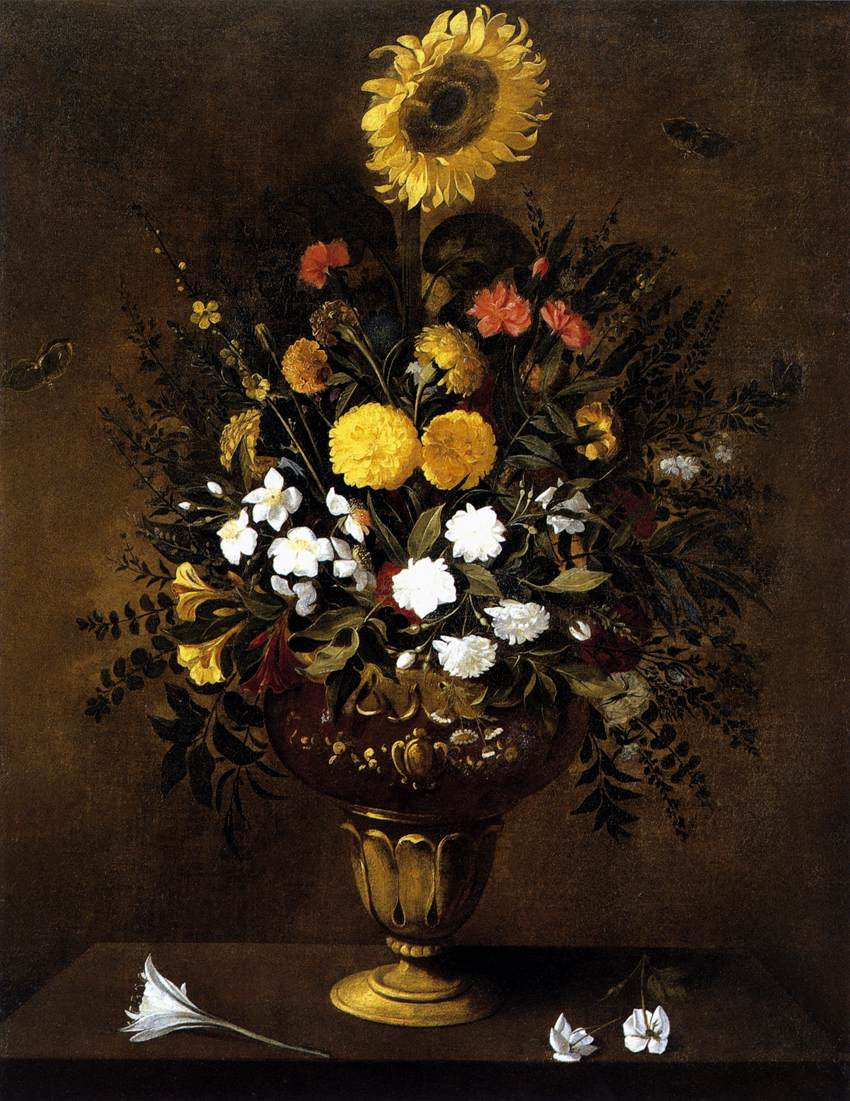
花瓶
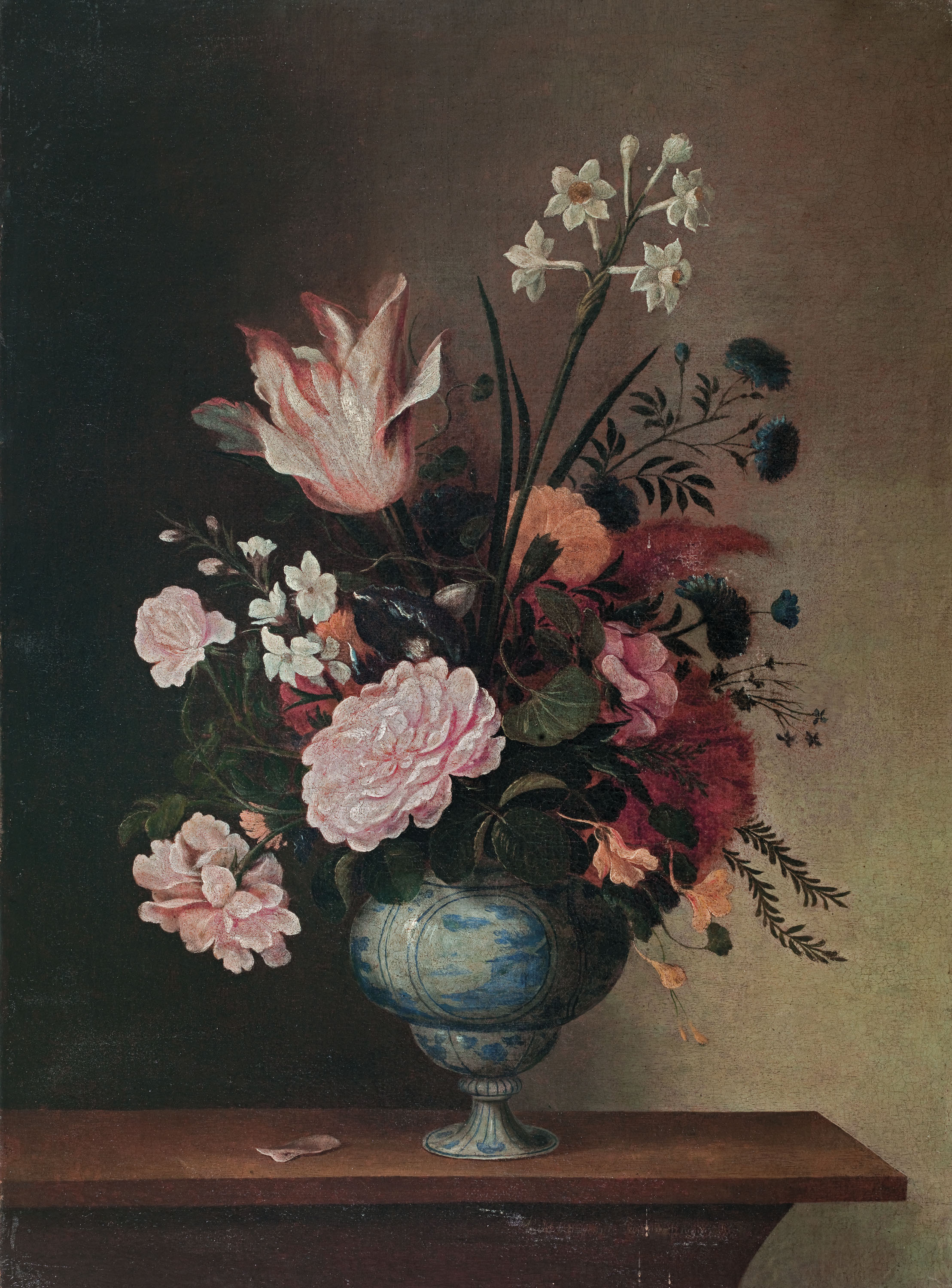
花の壺